# جنس شرجي
الجنس الشرجي أو الجماع الشرجي أو الإتيان من الدبر أو الإتيان في الدبر يعني عموماً استخدام فتحة الشرج جنسياً سواء بين رجل وامرأة أم بين رجل ورجل أو يقوم بها الشخص (رجل أو امرأة) مع نفسه. ويغلب استخدام اصطلاح الجنس الشرجي على العملية بإيلاج القضيب المنتصب في شرج ومستقيم الشخص الآخر بهدف تحقيق التحفيز الجنسي. ومن الأشكال الأخرى للجنس الشرجي مداعبته باليد بالتصبيع واستخدام الألعاب الجنسية البديلة عن القضيب أو بالجنس الفموي بأداء الجنس الشرجي الفموي أو مجامعة الأنثى للذكر شرجياً باستخدام قضيب اصطناعي للإناث قابل للارتداء. ولكن غالباً ما يُستخدم مصطلح جنس شرجي للإشارة إلى إدخال القضيب في الشرج، فيما تستخدم بعد المصادر الأكاديمية الأخرى مصطلح الجماع الشرجي للإشارة بصورة حصرية لإدخال القضيب في الشرج، أما مصطلح جنس شرجي فتستخدمه هذه المصادر للإشارة لأي شكل من أشكال النشاط الجنسي الشرجي عند البشر ولا سيما ذلك القائم بين شخصين بخلاف الاستمناء الشرجي. يمكن عملية إدخال أصابع أو أشياء داخل فتحة الشرج أن تسبب متعة لأنها تقوم بعملية تدليك للبروستاتا التي وجدت قريبة من الشرج.

## الجنس الشرجي تبعا للتوجه الجنسي

### المغايرة الجنسية
الجنس الشرجي هو بديل للإتصال الجنسي بين الرجل والمرأة. ومدى الخطورة التي يشكلها في حدوث إنجاب غير مرغوب فيه قليلة جداً إذا ما تبعها تفاعل عن طريق المهبل.
لكن الممارسة أحيانا تدل على ثقافة جنسية منخفضة التي تؤدي بدورها إلى عدم الوعي بالمخاطر الصحية المتعلقة بالجنس الشرجي. حيث وجد أن مخاطر الإصابة أثناء الجنس الشرجي أعلى بكثير من مثيلتها أثناء الجنس المهبلي.

### المثلية الجنسية
تاريخيًا، ارتبط الجنس الشرجي بالمثلية الجنسية لدى الرجال. بالرغم من ذلك، الكثير من المثليين لا يمارسون الجنس الشرجي وهناك بعض المجموعات مثل فروت التي تعتبر أن الجنس الشرجي عدم احترام الطرف الآخر في العملية الجنسية ومخاطرة صحية غير ضرورية.
في مجتمع الرجال الذين يمارسون الجنس الشرجي، يسمى الطرف الذي يقوم بإدخال أعضائه التناسلية في فتحة شرج الطرف الآخر بالمثلي الموجب، والطرف الآخر المثلي السالب، ومن يجمع بين الدورين يسمى بالمثلي المبادل.

## المخاطر الصحية

### المخاطر العامة

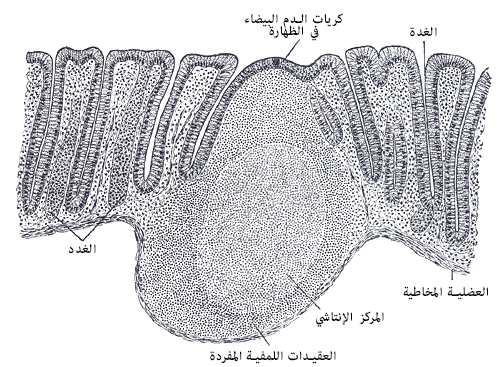
الأغشية المخاطية في المستقيم.

يمكن أن يتعرض ممارسي الجنس الشرجي إلى خطرين رئيسيين: أولاً الالتهابات بسبب العدد الكبير من الميكروبات المعدية الموجودة في الشرج، وثانياً التهتك الذي قد يحدث إلى فتحة الشرج والمستقيم بسبب هشاشتهما، وينطوي اختراق القضيب الشرج دون وقاية على مخاطر أعلى للإصابة بالأمراض المنقولة جنسياً لأن العضلة الشرجية العاصرة هي عضلة حساسة والأنسجة يمكن أن تتمزق بسهولة مما يمكن أن تكون سبب الأمراض. ويجعل التركيز العالي لخلايا الدم البيضاء حول المستقيم الذين يمارسون الجنس الشرجي أكثر عرضة لخطر الأمراض المنقولة جنسياً. ولكن يمكن باستخدام الواقي الذكري للحد من مخاطر انتقال الأمراض. ومع ذلك، فإن الواقي الذكري يمكن تمزقه أو انتزاعه أثناء ممارسة الجنس الشرجي، وهذا هو الأرجح أن يحدث في الجنس الشرجي أكثر من الأفعال الجنسية الأخرى بسبب ضيق عضلة الشرج أثناء الاحتكاك.
ويمكن أن يؤدي الجنس الشرجي إلى انتقال فيروس العوز المناعي البشري، وغيره من الأمراض مثل فيروس الورم الحليمي البشري (والتي يمكن أن تزيد من خطر الإصابة بسرطان الشرج ). حمى التيفوئيد. الأميبية، الكلاميديا.  الكرببتوسيوريديا؛ E. القولونية العدوى؛ الجيارديات؛ السيلان؛  التهاب الكبد A، التهاب الكبد B، التهاب الكبد C، الهربس البسيط. المرتبط ساركوما هربس كابوزي (HHV-8)؛  ورم حبيبي لمفي منقول جنسياً؛ هومينيس المفطورة، المفطورة التناسلية؛ قمل العانة؛ السالمونيلا، الشيجلا، الزهري. السل، والميورة الحالة لليوريا.
وهناك مجموعة متنوعة من العوامل تجعل الجنس الشرجي أخطر بالنسبة إلى الإناث من الذكور. على سبيل المثال، إلى جانب أن خطر انتقال فيروس نقص المناعة البشرية نسبته أعلى في الجنس الشرجي أكثر من الجنس المهبلي،  فإن خطر إصابة المرأة بجروح أثناء الجنس الشرجي هو أعلى بكثير من خطر اصابتها لها خلال الجنس المهبلي بسبب متانة الأنسجة المهبلية مقارنة مع الأنسجة الشرجية. بالإضافة إلى ذلك، إذا تم الجماع المهبلي فوراً إلى بعد الجماع الشرجي بدون استخدام الواقي الذكري أو بدون تغييره، يمكن حدوث الالتهابات (بما في ذلك عدوى المسالك البولية) في المهبل بسبب البكتيريا الموجودة داخل فتحة الشرج. ويمكن حدوث العدوى أيضاً نتيجة التبديل بين الجنس المهبلي والشرجي عن طريق استخدام الأصابع أو اللعب الجنسية.
على الرغم من ممارسة الجنس الشرجي وحده لا يؤدي إلى الحمل، فمن الممكن أن يحدث الحمل مع الجنس الشرجي أو غيرها من أشكال النشاط الجنسي إذا كان القضيب بالقرب من المهبل (مثل المفاخذة أو حك الأعضاء التناسلية)، وقذف الحيوانات المنوية بالقرب من مدخل المهبل. ويمكن أن يحدث الحمل أيضاً لأن الحيوانات المنوية يمكن أن تنتقل إلى فتحة المهبل بالأصابع أو غيرها من أجزاء الجسم غير الأعضاء التناسلية التي تختلط بالسائل المنوي.

### الأضرار المادية والسرطان
يمكن أن يؤدي الجنس الشرجي إلى تفاقم البواسير، وبالتالي يؤدي إلى النزيف. إذا كان النزيف يحدث نتيجة لممارسة الجنس الشرجي، قد يكون أيضا بسبب وجود تمزق في أنسجة الشرج أو المستقيم (وهو الشق الشرجي) أو انثقاب (ثقب) في القولون وهذه الأخيرة تعتبر مشكلة طبية خطيرة ينبغي لها عناية طبية فورية. وبسبب عدم مرونة المستقيم، الغشاء المخاطي الشرجي، ووجود الأوعية الدموية الصغيرة مباشرة تحت الغشاء المخاطي، عادة ما ينتج عن ممارسة الجنس الشرجي نزيف في المستقيم، ولكن غالبا يكون النزيف طفيف، وبالتالي غير مرئي.
وتكرار الجنس الشرجي قد يؤدي إلى أن تصبح عضلة الشرج العاصرة أضعف، مما قد يتسبب في هبوط المستقيم أو يؤثر في القدرة على الاحتفاظ في البراز (وهي حالة تعرف باسم سلس البراز).
وتذكر جمعية السرطان الأمريكية أن «ممارسة الجنس الشرجيّ يزيد من خطر الإصابة بسرطان الشرج في كل من الرجال والنساء، وخاصة من أقل من سن ال 30.».

## الجنس الشرجي والأديان

### المسيحية
الجنس الشرجي محرم تماماً مثله مثل الجنس الفموي. وفي العهد القديم، أحرق الله مدينتي "سدوم وعمورة" لانتشار الجنس الشرجي عند الرجال بالرجال والنساء بالنساء، وعدم توبة شعبي سدوم وعمورة".

### الإسلام
اتفق فقهاء الدين الإسلامي[من؟] "على تحريمهِ" لقول نبي الإسلام محمد (إن الله لا يستحي من الحق، لا تأتوا النساء في أدبارهن)، وذكر في القرآن في سورة البقرة آية 223، في قولهِ تعالى: ﴿نِسَاؤُكُمْ حَرْثٌ لَكُمْ فَأْتُوا حَرْثَكُمْ أَنَّى شِئْتُمْ وَقَدِّمُوا لِأَنْفُسِكُمْ وَاتَّقُوا اللَّهَ وَاعْلَمُوا أَنَّكُمْ مُلَاقُوهُ وَبَشِّرِ الْمُؤْمِنِينَ ۝٢٢٣﴾ [البقرة:223]. وأنى في اللغة العربية هي زمانية ومكانية وحالية، والحرث تعني الأرض وهي موضع الغرس أو الزرع. ويفسره الفقهاء أنه محل الإنجاب وهو الفرج".

### الهندوسية
تعترف المجتمعات الهندوسية بالنشاط الجنسي القائم بين الرجال والأجناس الثالثة باعتبارها إحدى صور العلاقة الجنسية ما بين الرجل والمرأة، بالرغم من عدم وجود اعتراف رسمي بالنشاط الجنسي القائم بين الرجال. تتصف الأشكال العديدة والمتنوعة من الجنس الثالث الموجودة بالهند في يومنا هذا على غرار «هجرة» و«كوتي»، بارتباطها بأدوار اجتماعية محددة.